# Kanton Audruicq
Kanton Audruicq (francouzsky Canton d'Audruicq) byl francouzský kanton v departementu Pas-de-Calais v regionu Nord-Pas-de-Calais. Tvořilo ho 13 obcí. Zrušen byl po reformě kantonů 2014.

## Obce kantonu
- Audruicq
- Guemps
- Nortkerque
- Nouvelle-Église
- Offekerque
- Oye-Plage
- Polincove
- Ruminghem
- Sainte-Marie-Kerque
- Saint-Folquin
- Saint-Omer-Capelle
- Vieille-Église
- Zutkerque